# ملکه باکره (فیلم ۱۹۵۵)
ملکه باکره (انگلیسی: The Virgin Queen) فیلمی در ژانر زندگینامه‌ای به کارگردانی هنری کاستر است که در سال ۱۹۵۵ منتشر شد.

## بازیگران
- بت دیویس
- ریچارد تاد
- جوآن کالینز
- جی رابینسون
- هربرت مارشال
- دن اوهرلیهی
- رابرت داگلاس
- لسلی پریش